# Iwanówka (powiat sejneński)
Iwanówka – wieś w Polsce położona w województwie podlaskim, w powiecie sejneńskim, w gminie Giby.
| SIMC    | Nazwa         | Rodzaj    |
| ------- | ------------- | --------- |
| 1011394 | Lasanka-Morgi | część wsi |
| 1011419 | Łejmelowizna  | część wsi |
| 1011431 | Nikolsk       | część wsi |

W 1921 roku wieś liczyła 5 domów i 38 mieszkańców, w tym 28 katolików i 10 staroobrzędowców.
W latach 1975–1998 miejscowość należała administracyjnie do województwa suwalskiego.